# Vlag van Gerpinnes
De vlag van Gerpinnes  is bevestigd door het gemeentebestuur als de vlag van de Henegouwse gemeente Gerpinnes. De vlag kan als volgt worden beschreven:
Twee even lange banen van groen en van wit.
De kleuren zijn afkomstig van het gemeentewapen. Groen en wit zijn de traditionele kleuren van Gerpinnes.